# Нортборо (Айова)
Нортборо (англ. Northboro) — місто (англ. city) в США, в окрузі Пейдж штату Айова. Населення — 52 особи (2020).

## Географія
Нортборо розташоване за координатами 40°36′29″ пн. ш. 95°17′37″ зх. д. / 40.60806° пн. ш. 95.29361° зх. д. (40.608017, -95.293638).  За даними Бюро перепису населення США в 2010 році місто мало площу 0,66 км², уся площа — суходіл.

## Демографія
Згідно з переписом 2010 року, у місті мешкало 58 осіб у 25 домогосподарствах у складі 17 родин. Густота населення становила 88 осіб/км².  Було 30 помешкань (45/км²).
Расовий склад населення:
| - 100,0 % — білих |

До двох чи більше рас належало 0,0 %. Частка іспаномовних становила 3,4 % від усіх жителів.
За віковим діапазоном населення розподілялося таким чином: 15,5 % — особи молодші 18 років, 74,2 % — особи у віці 18—64 років, 10,3 % — особи у віці 65 років та старші. Медіана віку мешканця становила 46,0 року. На 100 осіб жіночої статі у місті припадало 123,1 чоловіків;  на 100 жінок у віці від 18 років та старших — 122,7 чоловіків також старших 18 років.
За межею бідності перебувало 22,5 % осіб, у тому числі 50,0 % дітей у віці до 18 років та 20,0 % осіб у віці 65 років та старших.
Цивільне працевлаштоване населення становило 17 осіб. Основні галузі зайнятості: виробництво — 58,8 %, публічна адміністрація — 23,5 %, сільське господарство, лісництво, риболовля — 11,8 %, освіта, охорона здоров'я та соціальна допомога — 5,9 %.